# ステファヌ・ドゥネーヴ
ステファヌ・ドゥネーヴ（フランス語: Stéphane Denève、1971年11月24日 - ）は、フランスの指揮者。

## 人物・来歴
1971年にフランス北部のトゥールコワンに生まれ、パリ国立高等音楽院を卒業した。パリ管弦楽団でゲオルグ・ショルティのアシスタントを、パリ国立オペラでジョルジュ・プレートルのアシスタントを務め、実践的な研鑽を積んだ。1998年のサイトウ・キネン・フェスティバル松本 (現 セイジ・オザワ 松本フェスティバル) において、プーランクのオペラ『カルメル派修道女の対話』で、小澤征爾のアシスタントを務めた。
2005年から2012年までロイヤル・スコティッシュ・ナショナル管弦楽団の音楽監督、2011年から2016年までシュトゥットガルト放送交響楽団の首席指揮者、2015年から2022年までブリュッセル・フィルハーモニックの音楽監督、2019年からセントルイス交響楽団の音楽監督を務める。 

## 世界各地での活動
特定の地域に限らず、グローバルな活動を行っている。
ヨーロッパでは、ロイヤル・コンセルトヘボウ管弦楽団、バイエルン放送交響楽団、フランス国立管弦楽団、チェコ・フィルハーモニー管弦楽団、ベルリン・ドイツ交響楽団、パリ国立オペラ、ミラノ・スカラ座など。
北アメリカでは、シカゴ交響楽団、フィラデルフィア管弦楽団、クリーブランド管弦楽団、ボストン交響楽団、ニューヨーク・フィルハーモニックなど。南アメリカでは、サンパウロ州立交響楽団。
アジアでは、NHK交響楽団、サイトウ・キネン・オーケストラ、香港フィルハーモニー管弦楽団。オセアニアでは、シドニー交響楽団、ニュージーランド交響楽団に客演している。

## 得意なレパートリーとディスコグラフィー
プーランク、ドビュッシー、ラヴェル、ルーセル、フランクといったフランスの作曲家の作品の録音で高い評価を得ている。ドゥネーブは、特にラヴェルの作品に深く感銘を受けており、もし無人島に一作品だけ持っていくとしたら、ラヴェルの「マ・メール・ロワ」組曲の終曲「妖精の園」を選ぶと述べている。
一方で、彼は21世紀の音楽の熱心な提唱者でもあり 、特にギョーム・コネッソンの作品を積極的に紹介している。ブリュッセル・フィルハーモニックと録音したコネッソンの作品集は、ディアパソン・ドール・ド・ラネなどの権威ある賞を受賞している。
その他、2023年に東京サントリーホールで開催されたドイツ・グラモフォン創立125周年記念コンサートで録音されたジョン・ウィリアムズの作品集のアルバム、シュトゥットガルト放送交響楽団とのラヴェル全曲録音のボックスセットなどがある。

## 小澤征爾との関係
小澤征爾との関係は、1998年のサイトウ・キネン・フェスティバル松本 (現 セイジ・オザワ 松本フェスティバル) での出会いに始まり、ドゥネーヴがプーランクのオペラ『カルメル派修道女の対話』で、小澤のアシスタントを務めた際に深まった。小澤がパリでの同オペラ公演の最終公演を指揮できなくなり、ドゥネーヴに指揮を任せたことで、彼がパリ国立オペラでのデビューを飾った。2013年のサイトウ・キネン・フェスティバルでは、小澤がラヴェルの「子供と魔法」を、ドゥネーヴがラヴェルの「スペインの時」をダブルビルで指揮した。

## 教育者としての側面
ニューワールド交響楽団の芸術監督という役職に加え、ロサンゼルスのコルバーン・スクールとの長年の関係、タングルウッド音楽センター、EUユース管弦楽団、ミュージック・アカデミー・オブ・ザ・ウェストなどのプログラムで若者たちと定期的に活動している。